# Pseudophisma delunaris
Pseudophisma delunaris är en fjärilsart som beskrevs av Druce. Pseudophisma delunaris ingår i släktet Pseudophisma och familjen nattflyn. Inga underarter finns listade.